# 王坤 (1991年)
王坤（1991年1月16日—），山东籍，中国足球运动员。司职前卫

## 职业生涯
1998年-2000年就读于青岛海牛足球学校                                
2000年-2006年就读于山东鲁能足球学校                 
2006年-2009年受训于浙江绿城足球学校（U17全国阿迪达斯杯季军）（第十一届全运会足球甲组代表浙江队获得第八名）
2009年-2011年效力泰国联赛
2012年效力于深圳风鹏足球俱乐部（获得该年乙级联赛季军）
2013年效力于青海森科足球俱乐部（获得该年乙级联赛北区季军）
2014年效力于丽江嘉云昊足球俱乐部（获得该年乙级联赛南区第四名）